# Stănești (okręg Giurgiu)
Stănești – wieś w Rumunii, w okręgu Giurgiu, w gminie Stănești. W 2011 roku liczyła 1433 mieszkańców.
W 1944 w Stănești zmarł Józef Beck.